# Het monster van het Mistmeer
Het monster van het Mistmeer is een album uit de stripreeks Douwe Dabbert. Het album kwam in 1979 uit. In 1978/1979 werd de strip eerst als feuilleton in weekblad Donald Duck afgedrukt.

## Plot
Douwe Dabbert is weer eens aan de wandel in een bergachtige streek, als hij een mysterieus persoon ontmoet en later redt. Hij blijkt Douwe te kennen, maar wil absoluut niet zeggen wie hij is. Als Douwe in een dorp aankomt, blijkt men totaal in angst te leven voor het monster in het nabijgelegen meer, dat wordt geleid door een geheimzinnige bewoner van het kasteel in het meer. Ze moeten steeds grote voorraden sturen naar het kasteel, anders komt het monster hen straffen. Ze zijn doodsbang.
Douwe kijkt toe bij zo'n overdracht, en ziet dat het vlot gewoon aan een touw zit. Geen tovenarij dus. Hij gaat mee op het vlot en komt dus bij het kasteel. Als hij zich verbergt, herkent hij algauw de stemmen van Ludo Lafhart en zijn knecht. Douwe zoekt een slaapplekje, en ziet de volgende ochtend een groot nep-monster in het water. Omdat het altijd donker en mistig is als het in actie komt, zien de dorpelingen niet dat het nep is.
Douwe wordt betrapt door Ludo. Hij wil Douwe gebruiken als zogenaamde prooi van het nep-monster, en zo voor nog meer angst zorgen. Douwe wordt een gang ingedouwd, en valt even later neer voor het echte monster. Dat wordt gevangen gehouden en moet soms brullen om de bewoners angst aan te jagen. Douwe weet echter algauw bevriend te worden met de prehistorische draak. Met een sleutel uit de knapzak bevrijdt hij het dier. Samen beramen ze een plan.
De volgende dag halen de boeven Douwe op, die tot hun verbazing niet verslonden is. Hij wordt gebonden in de bek van het nep-monster, en ze varen naar het dorp. De bijgelovige bewoners zien vaag Douwe in de bek van het monster. Ludo wil van de gelegenheid gebruik maken om Douwe te doden, maar dan duikt het echte monster op, dat het nep-monster aanvalt. Ludo wist niet dat het echte monster vrij was. Douwe en de boeven raken te water, en moeten nu wel aan land komen. Nu zien de dorpelingen in dat het nep was en dat die twee bedriegers zijn. Douwe toont de bewoners dat het echte monster ongevaarlijk is, en deze brengt de knapzak terug.
Daarna wordt er feest gevierd in het dorp, terwijl de twee boeven in de kerker zitten. De burgemeester vraagt Douwe om te blijven wonen, maar dat is niks voor hem. Hij neemt afscheid. Onderweg groet hij nog eenmaal het monster.